# 大自在天
大自在天（だいじざいてん、梵：महेश्वर、Maheśvara、マヘーシュヴァラ、音写：摩醯首羅、まけいしゅら）は、ヒンドゥー教のシヴァ神の仏教における姿である。自在天外道の主尊とされる。妻は烏摩妃（パールヴァティー）。

## 概要
色界の頂に住する三千世界の主である。

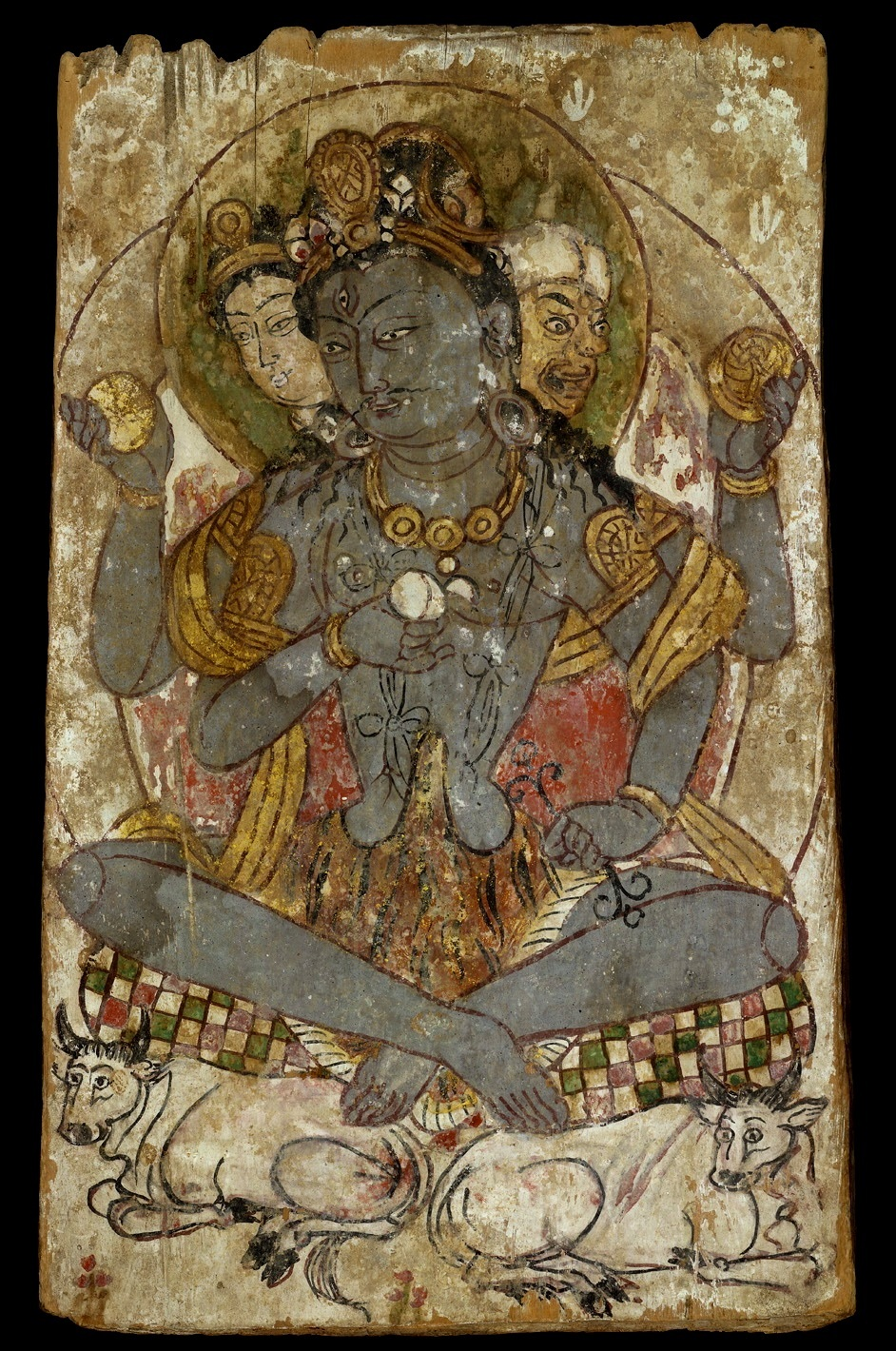
大自在天（ダンダン・ウィリク出土）

大聖歓喜自在天や他化自在天と名称が似ているため、よく混同される。しかし他化自在天は欲界の六欲天の最上位の天の名称であるのに対し、大自在天は色界＞四禅天＞五浄居天＞色究竟天に在す天部の名称とされる。
バラモン教（後のヒンドゥー教）では、世界を創造し支配する最高神をイーシュヴァラ（梵語：Īśvara）というが、これは後にシヴァの別名となる。仏教では後にバラモン・ヒンドゥーの神々が取り入れられたが、「イーシュヴァラ」「マヘーシュヴァラ」はそれぞれ「自在天」「大自在天」と漢訳された。異名は千以上あるといわれる。
仏教においては、シヴァ神と同じく三目八臂で白牛に乗り、外道（仏教以外）と同様の尊像で表現されるが、一方では密教の曼荼羅などにおいて諸尊の一尊としても重要な位置を占める。曼荼羅では男女一対で表され、妃を烏摩妃（うまき）という。また仏や菩薩の化身という解釈もなされる。
なお、大自在天には以下の2種類があるといわれる。
- 毘舎闍摩醯首羅（びしゃじゃ・まけいしゅら, Piśāca-maheśvara）
毘舎闍（ピシャーチャ, Piśāca）は鬼類の名前にして摩醯首羅論師の祀る所で、二目八臂あって白牛に乗り、色界に住す。密教ではこれを大日如来の応現身とする。この自在天は種々の形を現じて種々の名前を持つ。たとえば韋紐天、那羅延天、伊舎那天など。「提婆涅槃論」には20種の外道が説かれるが、その中に毘舎闍摩醯首羅をもって第15の摩醯首羅論師とし、また大般涅槃経19にも六師外道の1人である、迦羅鳩馱迦旃延（からくだかせんえん、パクダ・カッチャーヤナ）がこれを宗旨としていると説かれる。中古期以来から現在に至るまで、シヴァ派のシヴァ神はこの大自在天にして、牛または男根（詳細は後述）をもって神体の標識とする。

- 浄居摩醯首羅（じょうご・まけいしゅら）
菩薩が第十地（菩薩の五十二位の50位目・法雲地）から、まさに成仏せんとする時に、色界の頂である五浄居天の上（色究竟天）において大自在天子の勝報を現じ、勝妙の天形を以て仏位を紹ぐ灌頂を行う。

また、菅原道真の御霊（ごりょう）に「天満大自在天神」の神号が追贈されているが、これは御霊の威力を大自在天に習合させたものであるという。ただし、済度衆生界という独自の世界に住し、三界を従者と共に瞬時に往来してることから大自在天そのものというわけではない。
密教では妻の烏摩妃と共に降三世明王に踏みつけられている。
仏説大自在天子因地経（北宋・施護訳）によると、大自在天は崑崙山に烏摩妃ととも住んでおり、遠い過去の仏の出世の時に四人の修行者がいて発願し、それぞれが梵天王、那羅延天、大自在天、仏世尊になったという。
更に、彼の大自在天の所生を此身甚だ希有なりとし、彼は梵天より人間に下降して寒林中の幻化という餓鬼女と交わり、自らその子になって生まれたとする。
また、この大自在天が生まれた時、鬼神衆や諸天梵天が集まり彼を礼拝したが、その時に梵天王は自らの五つの頭の一つが醜悪であったためそれを取ることを願い、大自在天は大鷹の身に変じてそれを摘去したという。故にその手に梵天の頭を持つとしている。

## 真言
- オン・マケイシバラヤ・ソワカ[4]

## 男根信仰
大自在天は万物の生本たる義によって、シヴァ派の人々は人間の男根を天神の神実（かみしろ）として祀る。またシヴァ神はリンガ（男根）を象徴とし、男根崇拝と結びついて崇められる。さらに、続高僧伝玄奘伝、西域記健馱羅国記、玄応音義25、大智度論5、同10などの文献にもその痕跡が窺える。
なお前出の通り、大自在天は他化自在天とよく混同される。そのためリンガ信仰と混交し、魔王が六欲天の他化自在天の最高位の主であることから天魔である魔羅（マーラ, Māra）を指し、これが次第に転じて俗に「男根」を魔羅、マラというようになったといわれる。あるいは先に女根を毘摩羅（Vimalā、ヴィマラー）ということから、摩羅とは本来、男女根の名称にて邦語のマラはサンスクリット語のままを伝えられなかったか、あるいは日本の神である天津摩羅命、大摩羅神、赤摩羅、天照真良建雄神などに由来するという説もある。